# Gabriel Goldfuß

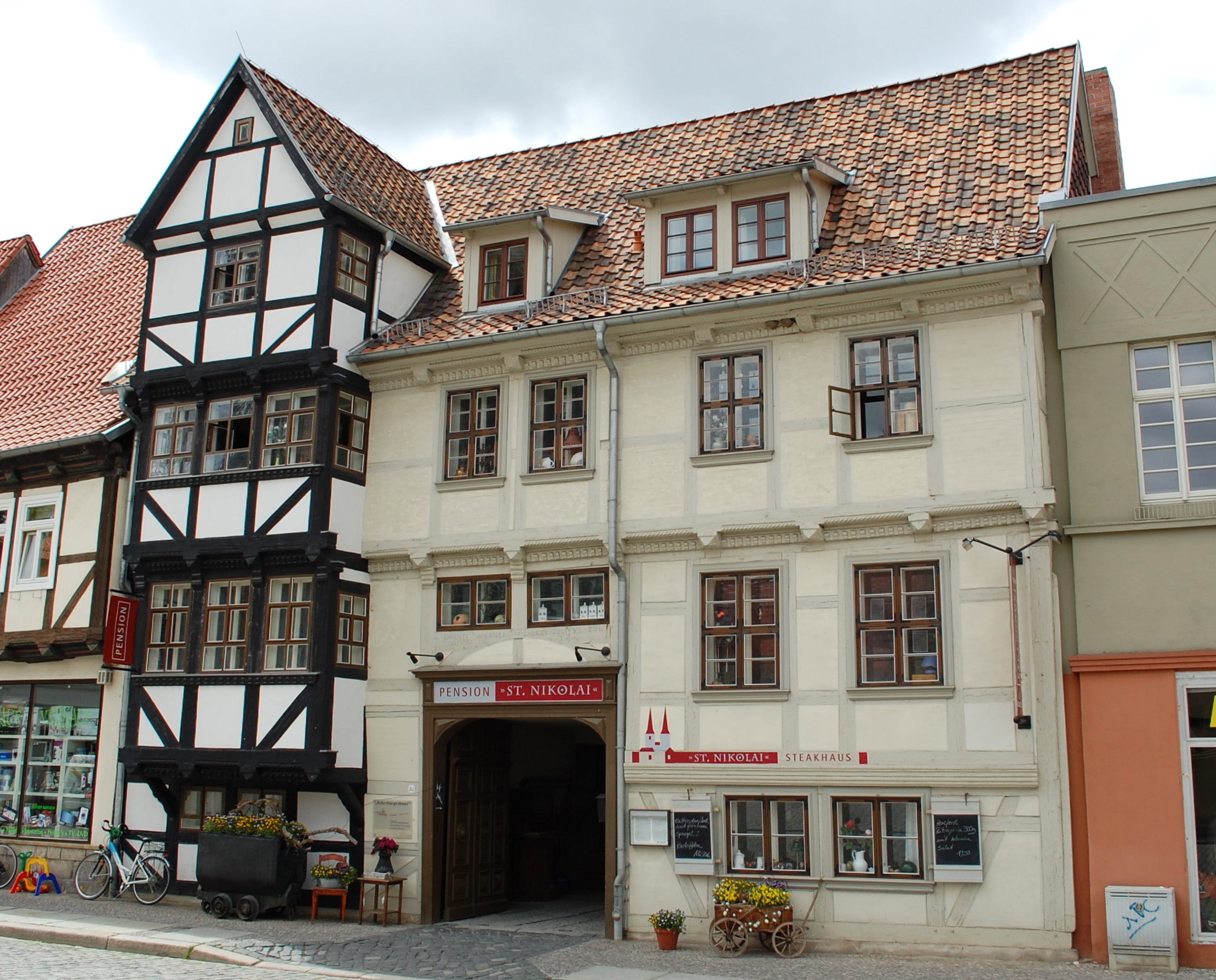
Pölkenstraße 22

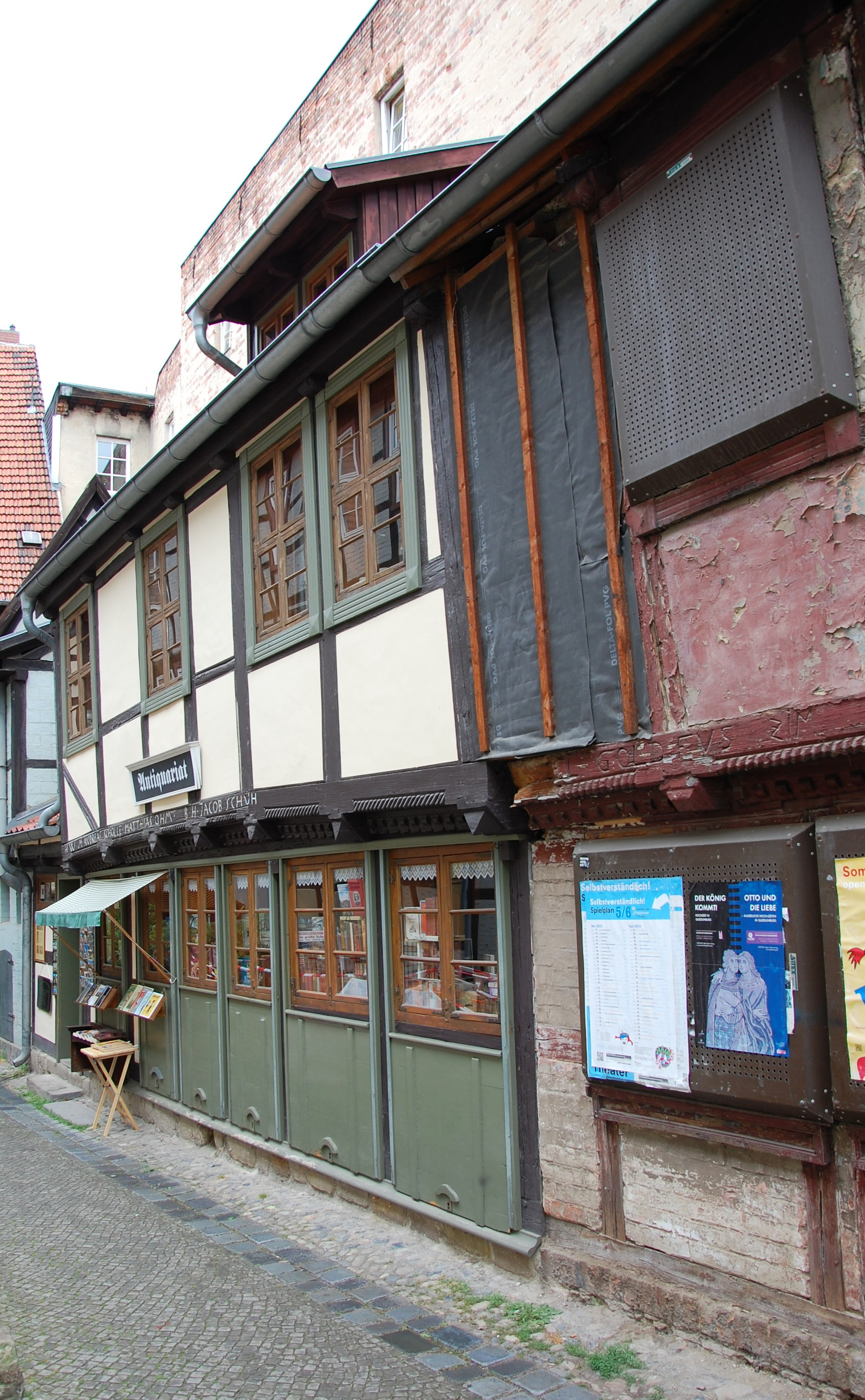
Schuhhof 2

Gabriel Goldfuß (auch Gabriel Goltfus oder Gabriel Goldtfuß, * um 1610; † vermutlich um 1683) war ein Zimmermeister. Er errichtete zumindest zwei noch heute erhaltene und zum UNESCO-Weltkulturerbe gehörende Fachwerkhäuser in Quedlinburg.

## Leben
Goldfuß heiratete am 6. Juni 1642 in der Quedlinburger Neustadt Magdalena Fried. Aus der Ehe gingen sieben Kinder hervor, von denen zumindest der 1647 geborene Abel Goldfuß ebenfalls Zimmerer wurde.
1637 erbaute er in Quedlinburg das repräsentative Haus Pölkenstraße 22. Ebenfalls in dieser Zeit entstand das gleichfalls von ihm gebaute Schuhhof 1/2, ein deutlich einfacherer Bau. 
In seinen Bauten verwandte Goldfuß die Ständerreihung, Pyramidenbalkenköpfe und Brüstungsstreben. Besonderheiten seiner Bauwerke sind der Einsatz von mit Taustäben gefüllten Schiffskehlen sowie die Verzierung von Füllhölzern mit Zahnschnittfriesen. Seine bekannten Bauten tragen als Inschrift seinen Namen sowie das Kürzel ZIM für Zimmermann.
Bekannt ist, dass sein Geschäft 1683 in Konkurs ging. Möglich ist dabei jedoch, dass auf diese Weise seine Witwe das Geschäft auflöste.